# Arne G. Petersen
Arne Georg Pedersen (født 21. juli 1918, død 25. september 1998), kaldet "Store P" eller bare "P", var en dansk ingeniør og juniorleder i Hellerup Sejlklub.

## Uddannelse
Blev uddannet skibsingeniør, og fik fuldtidsansættelse først på B&W og senere på Helsingør Værft

## Juniorleder
Arne G. Pedersen var juniorleder i Hellerup Sejlklub fra 1938 til 1996 og medlem af H.S. bestyrelse i 46 år.
Den undervisning, som "P" gennem årene fik lagt i faste rammer, både teoretisk og praktisk, blev forbillede for hele landet og for flere andre lande, og i 1941 fik H. S. Juniorafdeling som den første sin prøve anerkendt af ministeriet for handel, industri og søfart og denne førerprøve er fortsat internationalt anerkendt.
Udover at have ansvaret for uddannelsen af flere tusinde børn og unge har han skrevet diverse undervisningsmateriale, der indfører unge i navigationens og søens mysterier. Værker som fortsat anvendes i sejlklubber rundt om i landet.

## Æresbevisninger
- Hellerup Sejlklubs æresemblem 1947
- Danmarks Idrætsforbunds Ærestegn 1962[2]
- Dansk Sejlunions Ærestegn 1986
- Æresmedlem Hellerup Sejklub 1988[3]